# Paul Glansdorff
Paul Gustave Glansdorff (* 17. Oktober 1904 in Sint-Gillis, Brüssel; † 23. Juni 1999 in Uccle) war ein belgischer Physiker, der mit Ilya Prigogine für die Entwicklung der Theorie dissipativer Strukturen in der Irreversiblen Thermodynamik bekannt ist.
Glansdorff besuchte das Atheneum in Sint-Gillis und studierte an der Freien Universität Brüssel mit dem Abschluss als Diplom-Ingenieur 1930. Danach forschte er für die nationale belgische Wissenschaftsorganisation NFWO am Polytechnikum in Bergen und ab 1937 für die Union Chimique Belge, deren Forschung er leitete. 1941 wurde er außerordentlicher Professor für Thermodynamik am Polytechnikum in Bergen und in gleicher Funktion 1946 an der Freien Universität Brüssel (FLB), ab 1954 als ordentlicher Professor. 1975 wurde er emeritiert. Seine Vorlesungen am Polytechnikum setzte er nebenbei auch nach seiner Ernennung als Professor an der FLB fort.
1961 wurde er korrespondierendes und 1971 volles Mitglied der Académie royale des Sciences, des Lettres et des Beaux-Arts de Belgique, deren Wissenschafts-Sparte er 1977 leitete. Außerdem war er auswärtiges Mitglied der Akademie der Wissenschaften in Padua. 
Er war Ritter der Ehrenlegion (1958) und Großoffizier des Leopoldsordens.
1988 wurde er Ehrendoktor in Bordeaux.

## Schriften
- mit Prigogine: Thermodynamic Theory of Structure, Stability, and Fluctuations. Wiley 1971.